# (6489) Golevka
(6489) Golevka és un asteroide Apol·lo, de la família Alinda, descobert el 1991 per Eleanor F. Helin. El seu nom té un origen complicat. El 1995, tres observatoris de radar en diferents parts del món van estudiar aquest asteroide: l'observatori de Goldstone a Califòrnia, el de Eupatoria a Crimea, Ucraïna (el nom també se sol escriure com Yevpatoriya), i el de Kashima al Japó. El nom Golevka deriva de la unió de les primeres lletres dels noms dels tres observatoris.
Golevka és un objecte petit, ja que les seves mesures són 0,6 × 1,4 km. Les observacions de radar revelen que té una estranya forma anglulosa, que el fa semblar diferent gairebé des de cada angle d'observació. El 2003, observacions de radar d'alta precisió de Golevka permetre apreciar per primera vegada l'efecte Yarkovsky. Això va ajudar a avaluar la densitat de l'asteroide (2,7 ± 0,5 g/cm³), i la seva massa (2,10 × 1011 kg).
S'aproximarà a la Terra en 2046 (a una distància de 7,6 GM), en 2069 (a una distància de 15,1 GM) i en 2092 (a una distància de 16,6 GM).
1. 1 2 3 4 5 6 7 8 9 10 11 12  «JPL Small-Body Database». [Consulta: 4 febrer 2024].
2. 1 2 3  «Minor Planet Center Database».
3. 1 2 3  URL de la referència: https://echo.jpl.nasa.gov/asteroids/zaitsev+1997.pdf. Pàgina: 777.
4. 1 2 3 4 5 6 7 8  URL de la referència: https://www.minorplanetcenter.net/db_search/show_object?object_id=6489.
5. 1 2 3   «Radar Observations and Physical Model of Asteroid 6489 Golevka». Icarus (revista), 1, 11-2000, pàg. 47. DOI: 10.1006/ICAR.2000.6483.
6. ↑  «Minor Planet Center Database».
7. ↑  URL de la referència: https://www.jpl.nasa.gov/news/nasa-scientists-use-radar-to-detect-asteroid-force.
8. ↑  Jean-Luc Margot «Direct Detection of the Yarkovsky Effect by Radar Ranging to Asteroid 6489 Golevka» (en anglès). Science, 5651, 1r desembre 2003, pàg. 1739-1742. DOI: 10.1126/SCIENCE.1091452.